# 奇異物質
奇異物質是夸克物質的一種特例，通常認為是包含上夸克、下夸克和奇夸克的流體。這是與核物质（質子、中子等構成的普通物質）及非奇異夸克物質（non-strange quark matter，除奇異物質外的夸克物質）相對的概念。該種物質被假定存在於中子星的核中，甚至可能是尺寸從飛米級別（奇異夸克團）到千米級別（夸克星）的獨立存在的物質。

## 奇異物質的兩種含義
在粒子物理學和天體物理學中，奇異物質有廣義和狹義的兩種含義：
1. 廣義上指含有三種的夸克：上夸克、下夸克和奇夸克的夸克物質。在這個定義下，奇異物質有一個臨界壓力及與之相關的臨界密度，而當由質子和中子構成的核子物質被壓縮超越這個密度，便會分解成夸克，產生夸克物質（可能是奇異物質） 。
2. 狹義上指比核物質更穩定的夸克物質，換言之，物質真正的基態應該是夸克物質。這是博德默[3]和爱德华·威滕[4]的“奇異物質假說”（strange matter hypot）中提出的。在此定義下，奇異物質的臨界壓力是零，我們周圍的核子物質，其實在一種亞穩定狀態中，它們在足夠長的一段時間後（或給予特定的條件時）會衰變成奇異物質。

## 僅在高壓下存在的奇異物質
在廣義的定義下，如果一顆中子星核心的密度夠高（高於臨界密度），它的核心內就會產生夸克物質，或許就是奇異物質。不難理解，如果臨界密度太高以至於無法達到，就會生成非奇異的夸克物質。粲夸克及更重的夸克只在高得多的密度下出現。
有奇異物質核心的中子星通常稱作混合大气星（hybrid star）。然而，很難說宇宙中是否真的存在這樣的星星，因為現時物理學家對臨界壓力或密度所知甚少。

## 零壓力下穩定存在的奇異物質
如果“奇異物質假說”是正確的，則亞穩定的核子物質（即普通物質）會衰變成最穩定的奇異物質。由於衰變的時間十分長，所以我們很少看到衰變的過程。然而，根據奇異物質假說，宇宙中應該存在奇異物質：
- 夸克星（奇異星）由內至外都含有奇異物質。它們可能有一層很薄的核物質殼。[2]
- 奇異夸克團是小塊的奇異物質，或許細如核子。它們可能源於奇異星的形成、碰撞，或核物質的衰變。[1]